# Гуаяна-Эсекиба

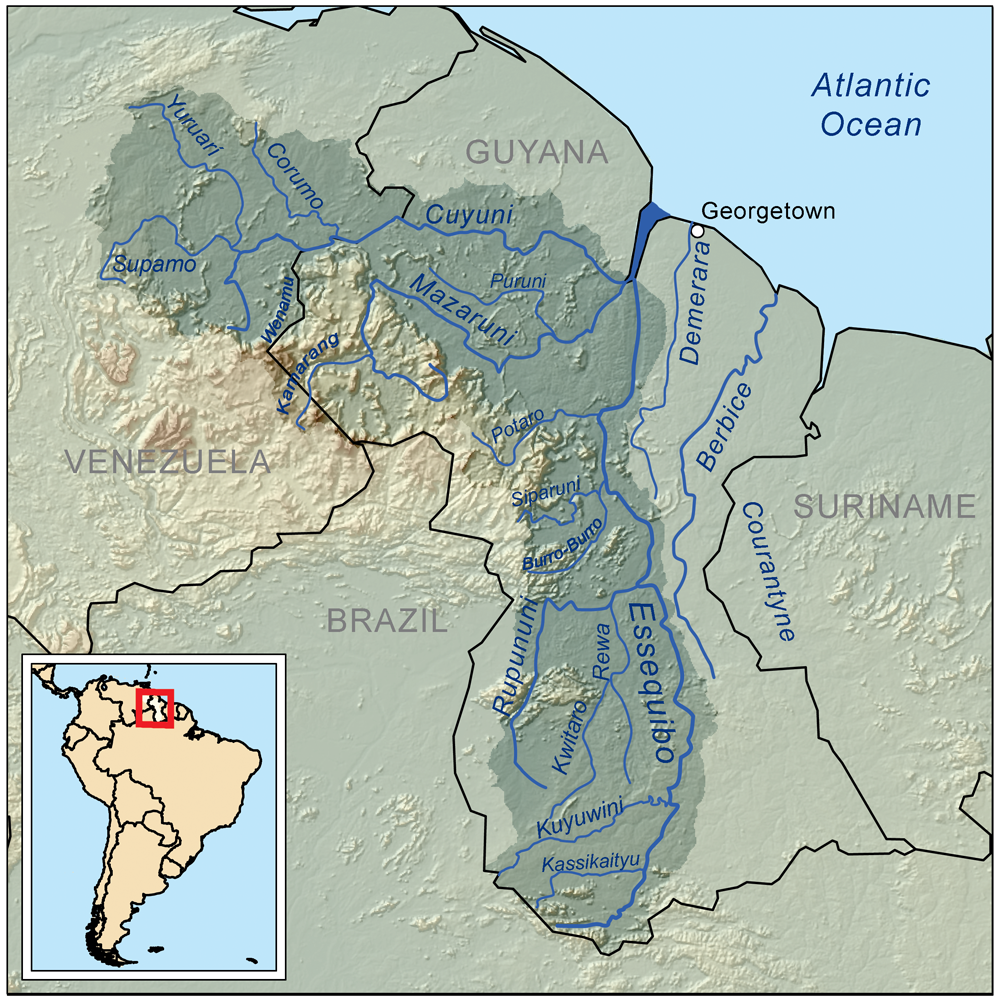
Бассейн Эссекибо

Карта Венесуэлы вместе со спорным участком территории Гайаны (на востоке)

Гуаяна-Эсеки́ба (также Гайана-Эссекибо, Западная Гайана; исп. Territorio del Esequibo; в Венесуэле исп. Zona en Reclamación) — спорная территория площадью 159 500 км² (сопоставимая с размерами Суринама или Туниса) на западе современной республики Гайана, в бассейне реки Эссекибо. В ноябре 2023 года обострился пограничный конфликт между Венесуэлой и Гайаной, после чего Венесуэла провозгласила эту спорную территорию своим 24-м штатом.

## История
Территория была исследована испанцами, затем входила в состав так называемой Великой Колумбии, хотя испаноязычное население здесь не успело сформироваться. Британцы воспользовались внутренней нестабильностью новых независимых государств Латинской Америки и в 1831 году заняли периферийные земли бывшей Великой Колумбии, которые составляют до 70 % территории современной Гайаны (остальные 30 % в 1803 году были отняты у Голландии). Так начался длительный территориальный спор независимой Венесуэлы сначала с Британской империей, когда разразился Венесуэльский кризис (1895), а затем и с независимой Гайаной, поскольку Женевский договор между Венесуэлой и Гайаной 17 февраля 1966 года сделал последнюю правопреемницей Британской империи в вопросе решения своих территориальных споров. Местное население Западной Гвианы по-прежнему представлено преимущественно автохтонными племенами. На картах Венесуэлы территория обычно заштрихована как спорная. Площадь 159 500 км², население 283 000 чел., плотность населения 1,75 чел./км².

### XV век
Первое европейское знакомство с регионом произошло на кораблях Хуана де Эскивеля, заместителя дона Диего Колумба, сына Христофора Колумба, в 1498 г. Регион был назван в честь Эскивеля. В 1499 году Америго Веспуччи и Алонсо де Охеда исследовали устья Ориноко и, как сообщается, были первыми европейцами, исследовавшими Эссекибо.

### XVI век
Голландская колонизация Гвианы происходила в основном между устьями реки Ориноко на западе и реки Амазонки на востоке. Их присутствие в Гвиане отмечается в конце 1500-х годов, хотя многие документы о ранних голландских открытиях в этом регионе были уничтожены. Голландцы присутствовали вплоть до полуострова Арайя в Венесуэле, используя соляные залежи в этом районе. К 1570-м годам сообщалось, что голландцы начали торговлю на Гинане, но доказательств этому мало. В то время ни португальцы, ни испанцы ещё не обосновались в этом районе. В 1596 году в устье реки Эссекибо на острове был построен голландский форт, который был разрушен испанцами в том же году.

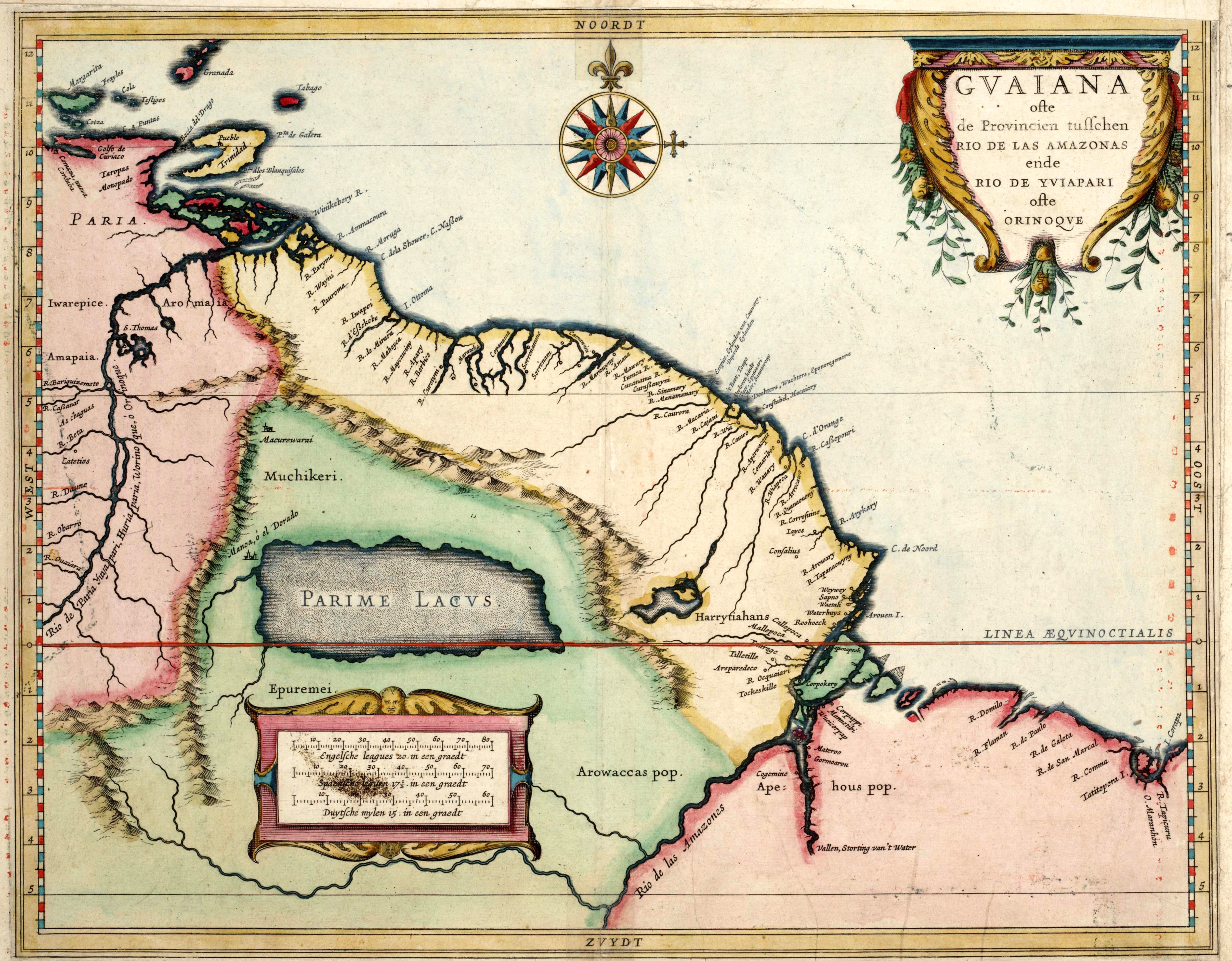
Карта 1625 года, созданная Гесселем Герритцом. Жёлтым отмечена голландская территория.

В 1597 году интерес голландцев к путешествиям в Гвианы стал обычным после публикации книги «Открытие Гвианы» сэра Уолтера Рэли. 3 декабря 1597 года голландская экспедиция покинула Бриель и отправилась к побережью между Амазонкой и Ориноко. Отчет, написанный А. Кабельяу, в котором содержалась «более реалистичная информация о регионе», чем у Рэли, рассказывал о том, как голландцы прошли по Ориноко и реке Карони, открыв десятки рек и другие ранее неизвестные земли. Кабельяу писал о хороших отношениях с туземцами и о том, что испанцы были дружелюбны, когда встретили их в Сан-Томе. К 1598 году голландские корабли часто посещали Гвиану для создания поселений.

### XVII век
В 1613 году в устье реки Эссекибо был основан ещё один голландский форт, поддерживаемый группами коренного населения, который был разрушен испанцами в ноябре 1613 года. В 1616 году капитан голландского судна Аерт Адриаенсзон Гроеневеген основал форт Кик-Овер-Ал, расположенный в 20 милях (32 км) вниз по течению реки Эссекибо, где он женился на дочери вождя коренного населения и управлял голландской колонией почти пятьдесят лет до своей смерти в 1664 году.

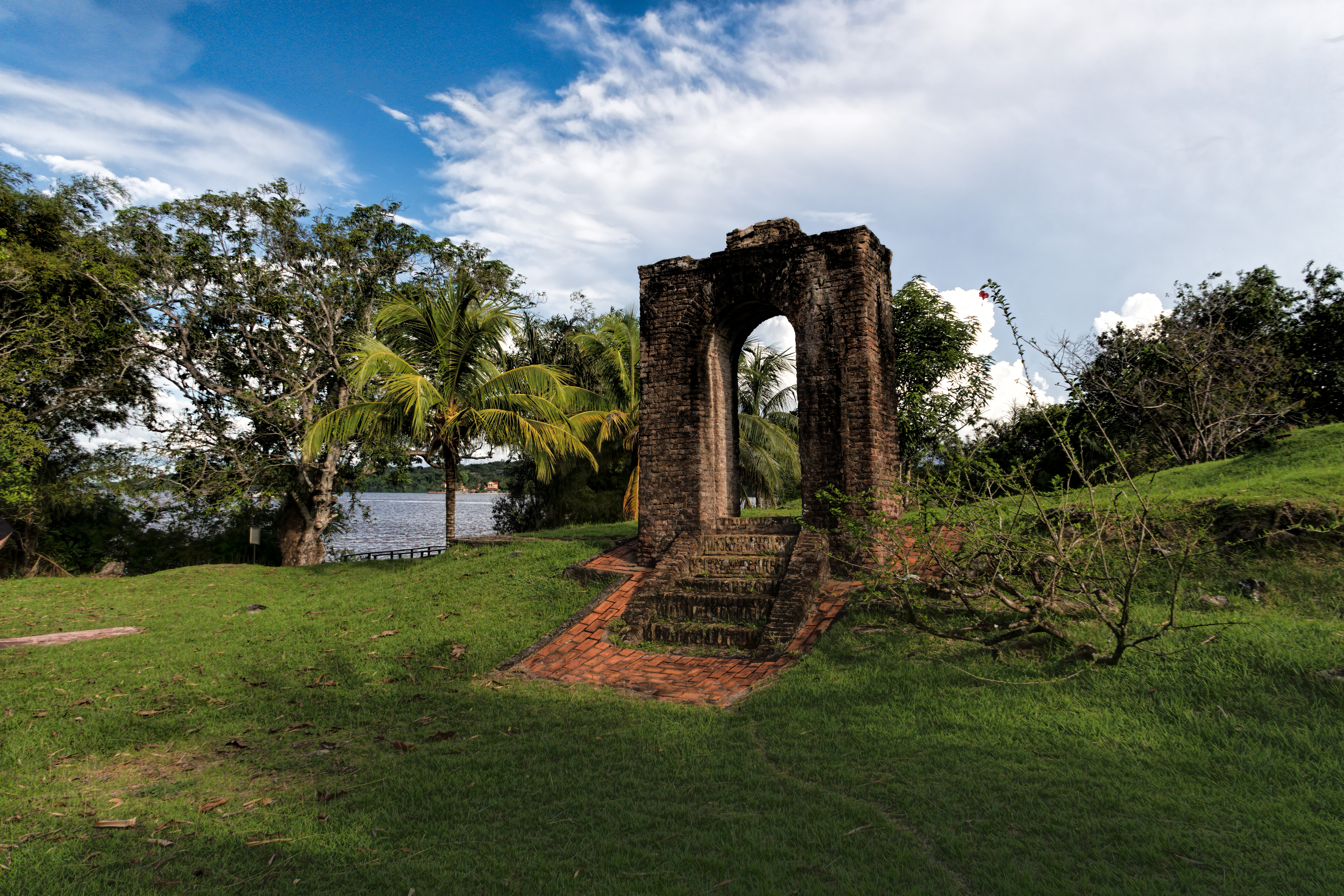
Руины голландского форта Кик-Овер-Ал, который был построен в 1616 году.

Чтобы защитить соляные равнины, «белое золото» того времени, от вторжений англичан, французов и голландцев, испанская корона приказала построить военную крепость, которую закончили возводить в начале 1625 года. Ей было дано название Real Fuerza de Santiago de Arroyo de Araya, (Santiago — покровитель Испании; Arroyo — губернатор Диего де Арройо Даза и Araya — название местности). Это была первая важная крепость капитанства Венесуэла.
Голландская территория от реки Ориноко до реки Амазонки изображена на карте Гесселя Герритса 1625 года.
Шли годы, и испанская корона была обеспокоена высокой стоимостью содержания крепости. В 1720 году в ней проживало 246 человек, а бюджет составлял 31 923 сильных песо в год, к которым добавился серьёзный ущерб, нанесенный строению землетрясением 1684 года, а затем разрушительные последствия урагана, затопившего соляные равнины в 1725 году.
В своей речи в парламенте Англии 21 января 1644 года английские поселенцы, исследовавшие Гвианы, заявили, что голландцы, англичане и испанцы давно пытались найти Эльдорадо в этом регионе. Англичане сказали, что голландцы уже много лет путешествуют по реке Ориноко. Из-за умелого путешествия голландцев по Ориноко испанцы позже столкнулись с голландцами и запретили им путешествовать по реке.
В 1648 году Испания подписала Мюнстерский мир с Голландской республикой, по которому Испания признавала независимость республики, а также небольшие голландские владения, расположенные к востоку от реки Эссекибо, которые были основаны Голландской республикой до того, как её признала Испания. Однако через несколько десятилетий после Мюнстерского мира голландцы начали постепенно распространяться к западу от реки Эссекибо, в пределах испанской провинции Гуаяна. Эти новые поселения регулярно оспаривались и уничтожались испанскими властями.
Серьёзная голландская колонизация к западу от Эссекибо началась в начале 1650-х годов, в то время как основанная колония Померон.

### XVIII век

Карта 1775 года, составленная Ригобертом Бонном.

В 1732 году шведы предприняли попытку поселиться между Низовьями Ориноко и рекой Барима. Однако к 1737 году сержант-майор Карлос Франсиско Франсуа де Сукре-и-Пардо (дед Антонио Хосе де Сукре) изгнал их из фортов на Бариме, предотвратив тем самым попытку шведской колонизации. К 1745 году голландцы владели несколькими территориями в регионе, включая Эссекибо, Демерару, Бербис и Суринам.

Когда в 1777 году Испания создала Генеральное капитанство Венесуэлы, река Эссекибо была вновь объявлена естественной границей между испанской территорией и голландской колонией Эссекибо. Испанские власти в докладе от 10 июля 1788 года выдвинули официальную претензию против голландской экспансии на её территорию и предложили линию границы:

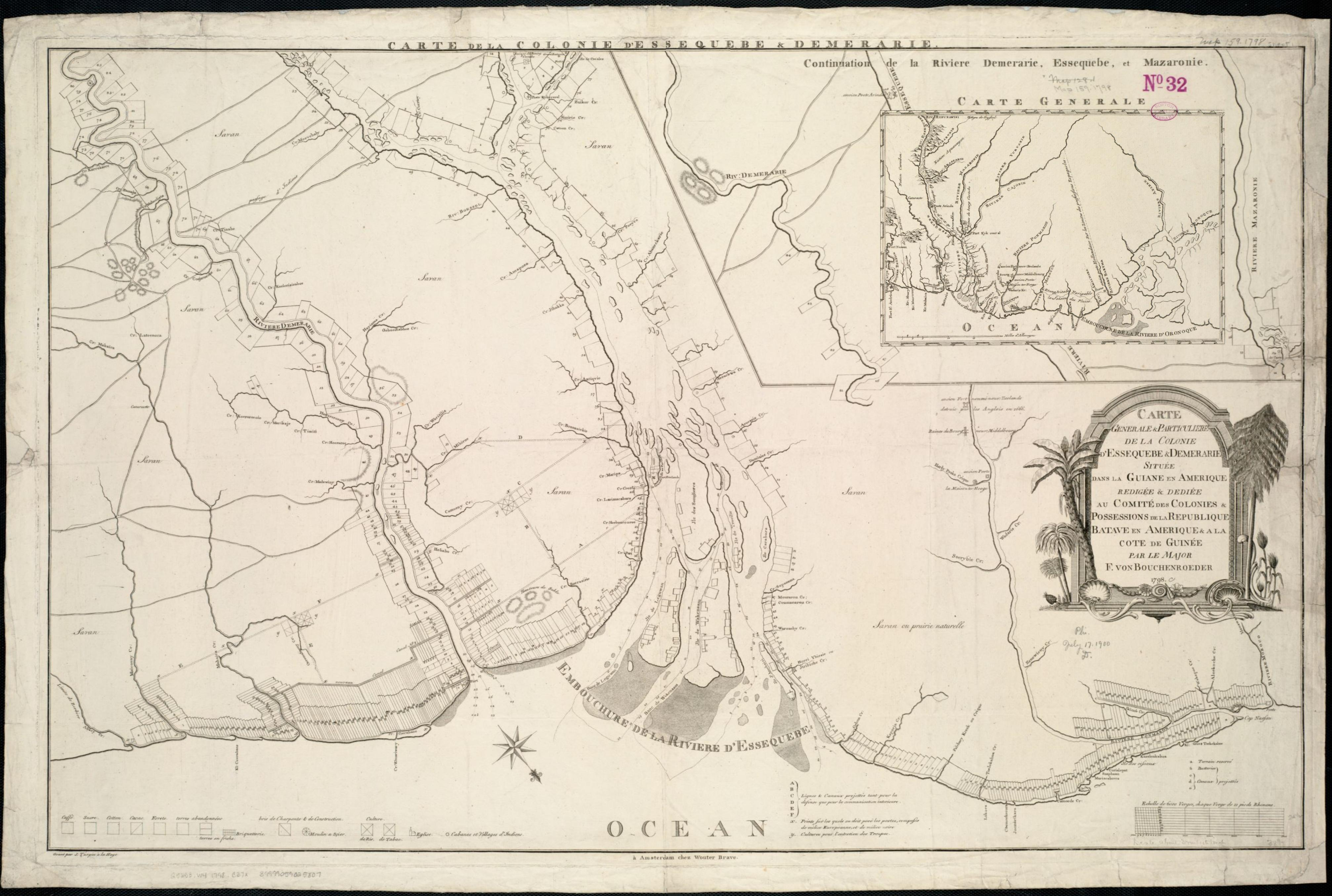
Карта голландских колоний Эссекибо и Демерара в 1798.

Было заявлено, что южный берег Ориноко от точки Барима, на 20 лиг более или менее вглубь страны, до ручья Куручима, представляет собой низменную и болотистую землю, и, следовательно, считая весь этот участок бесполезным, поскольку в нём очень мало плодородных земель и почти нет саванн и пастбищ, он не принимается во внимание; Поэтому, взяв за основу упомянутый ручей Курусима, или точку цепи и хребта в большом рукаве Иматака, будет проведена воображаемая линия, идущая на юго-юго-восток по склонам одноимённого хребта, который пересекают реки Агире, Аратуре и Амакуро, и другие, на расстоянии 20 лиг, прямо к Куюни; Оттуда она пойдет дальше к Масаруни и Эссекибо, параллельно истокам Бербиса и Суринамы; это и есть направляющая линия курса, по которому должны идти новые поселения и предлагаемые фундаменты.
Голландские рабы на Эссекибо и Демераре признавали реку Ориноко границей между Испанской и Голландской Гвианой, и рабы часто пытались пересечь Ориноко, чтобы жить в Испанской Гвиане с более высокими, хотя и ограниченными, свободами.

### XIX век

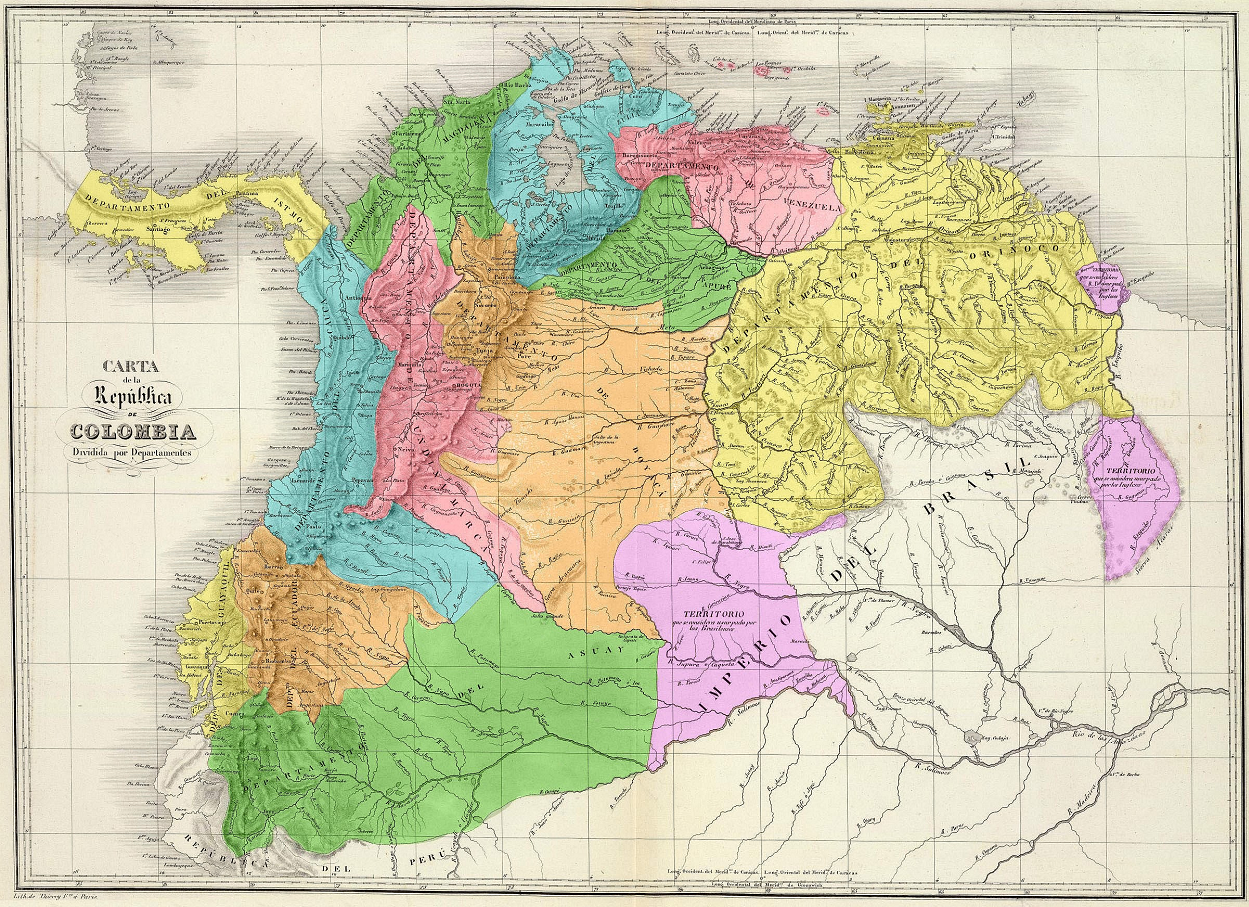
Карта Великой Колумбии 1840 года (вместе с регионом Эссекибо).

По англо-голландскому договору 1814 года голландские колонии Демерара, Бербис и Эссекибо были переданы Великобритании. К тому времени голландцы уже почти два века защищали эту территорию от британцев, французов и испанцев, часто вступая в союз с коренными жителями региона, которые предоставляли сведения об испанских вторжениях и беглых рабах. Согласно исследователю Аллану Брюэру Кариасу, англо-голландский договор 1814 года не устанавливал западную границу того, что позже будет известно как Британская Гвиана, поэтому позже исследователю Роберту Шомбургку было поручено провести границу.

После создания Великой Колумбии в 1819 году начались территориальные споры между Гран-Колумбией, позже Венесуэлой, и британцами. В 1822 году Хосе Рафаэль Ревенга, полномочный министр Гран-Колумбии в Великобритании, по указанию Симона Боливара обратился к британскому правительству с жалобой на присутствие британских поселенцев на территории, на которую претендовала Венесуэла: 
«Колонисты Демерары и Бербис узурпировали большую часть земли, которая, согласно недавним договорам между Испанией и Голландией, принадлежит нашей стране на западе реки Эссекибо. Совершенно необходимо, чтобы эти поселенцы были поставлены под юрисдикцию и подчинялись нашим законам или были отозваны в свои прежние владения».
В 1824 году Венесуэла назначила Хосе Мануэля Уртадо своим новым послом в Великобритании. Уртадо официально представил британскому правительству претензии Венесуэлы на границу по реке Эссекибо, которые не встретили возражений со стороны Великобритании. Однако в последующие годы британское правительство продолжало содействовать колонизации территории к западу от реки Эссекибо. В 1831 году Великобритания объединила бывшие голландские территории Бербис, Демерара и Эссекибо в одну колонию — Британскую Гвиану.
в 1899 году прошел Парижский Международный арбитраж, который постановил что 90% территории Эссекибо остаётся под управлением Британии, а Венесуэле достаётся устье реки Ориноко и часть земель вокруг мыса Барима.

### XX век
В 1949 году территориальное размежевание установленное Парижским Арбитражем было признанно незаконным властями Венесуэллы.
С 1962 года, Венесуэла вновь стала требовать территории западнее реки Эссекибо сумарной площадью около 160 тыс. км², то есть почти три четверти всей территории Гайаны. Эти претензии выдвигались всеми президентами Венесуэлы, в том числе Уго Чавесом.
В 1966 году Британская Гвиана становится независимой страной под названием Гайана, территория Гуаяна-Эсекиба становится частью Гайаны.

### XXI век
Новое обострение старого территориального конфликта в XXI веке началось в 2015 году, когда в спорном регионе были разведаны значительные запасы нефти. Первая нефть начала выкачиваться в Гайане в 2019 году, и с тех пор экономика этой крошечной страны переживает бум — три года подряд она растёт более чем на 40 % в год.
В сентябре 2023 года Гайана разрешила шести иностранным нефтяным компаниям, включая ExxonMobil, вести бурение в водах, на которые претендует Венесуэла.
В декабре 2023 года в Венесуэле был проведён референдум за присоединение спорной части территории соседнего государства. Президент Венесуэлы Николас Мадуро объявил об аннексии региона Гуаяна-Эсекиба, и мобилизует армию. Существует вероятность, что территориальный спор перерастёт во вторжение Венесуэлы в Гайану.